# Kärlek & uppror
Kärlek & uppror är det svenska punkbandet Ebba Gröns andra album, släppt i mars 1981. Punkinspirationen avtog lite med det här albumet, samtidigt som det gjorde att Ebba upptäcktes av en bredare publik.
Albumet inleds med ett av bandets mest kända låtar, "800°", som handlar om ett kärnvapenkrig och hur det är innan det bryter ut. 
Det är en stor skillnad på produktionen och hur bandet spelade på detta album och på deras första – We're Only in It for the Drugs. Enligt bandet arbetade de på ett helt annat sätt och spelade in skivan så långsamt och professionellt som möjligt i en studio, istället för med rått ljud i en fabrikslokal. Enligt vissa är detta ett stort steg från deras punkrötter, medan andra helt enkelt tycker att skivan är mycket mer välspelad.
Albumet belönades med Aftonbladets Rockbjörnen för bästa svenska album 1981. Kärlek & uppror är ett av de ingående albumen i boken Tusen svenska klassiker (2009).

## Låtlista
Text och musik: Ebba Grön, utom "Stockholms Pärlor" som är skriven av Stry Terrarie.
Sida ett
1. "800°C" - 3:26
2. "Mamma, pappa, barn" - 3:01
3. "Stockholms pärlor" - 2:50
4. "Alla visa män" - 2:35
5. "Svart & vitt" - 7:35

Sida två
1. "Mental istid" - 3:00
2. "Till havs" - 4:18
3. "Turist i tillvaron" - 2:26
4. "Slicka uppåt, sparka neråt!" - 4:17
5. "Mord i mina tankar" - 3:17
6. "Hat & blod" - 3:00

## Musiker
- Joakim "Pimme" Thåström – sång, gitarr, stråkmaskin, marimba
- Lennart "Fjodor" Eriksson – elbas, sång, gitarr, munspel
- Gunnar "Gurra" Ljungstedt – trummor, gitarr, synttrumma
- Henrik Venant – kör
- Stig Vig – kör
- Bumpaberra – kör
- Pär Hägglund - saxofon

## Listplaceringar
| Lista (1981) | Topplacering |
| ------------ | ------------ |
| Sverige      | 5            |